# Richard Dean Anderson
Richard Dean Anderson (Minneapolis, 23 gennaio 1950) è un attore statunitense, conosciuto principalmente per i ruoli di MacGyver nell'omonima serie televisiva, e di Jack O'Neill nella serie Stargate SG-1.
Iniziò la sua carriera lavorando in alcune serie televisive: apparve in General Hospital come il Dr. Jeff Webber dal 1976 al 1981; interpretò il ruolo di Adam nella serie Sette spose per sette fratelli (serie basata sul film omonimo), ma giunse alla fama recitando da protagonista per sette stagioni nella serie televisiva MacGyver, trasmessa dall'emittente TV statunitense ABC dal 1985 al 1992, premiata dal successo per l'intera durata dello show.
A partire dal 1997, interpretò il ruolo del Colonnello/Generale di Brigata Jonathan "Jack" O'Neill nella serie televisiva di fantascienza Stargate SG-1, basata sul film del 1994 Stargate. La serie veniva girata a Vancouver, il che obbligava gli attori a rimanere in prossimità degli studi di produzione. Anche per questo e per una riduzione della sua disponibilità, durante l'ottava stagione, Anderson optò per un ruolo ridotto nella serie, decidendo di abbandonare lo show come personaggio regolare durante la nona stagione, nonostante abbia continuato a farvi apparizioni sporadiche.

## Biografia

### Giovinezza
Richard Dean Anderson nacque il 23 gennaio 1950 a Minneapolis, in Minnesota. Il padre Stuart Anderson era insegnante di inglese, teatro ed umanistica in un liceo locale e lavorava anche come musicista jazz; la madre Jocelyn era un'artista di talento in pittura e scultura. Lui ed i suoi fratelli Thomas John e James Stuart crebbero nel quartiere periferico Roseville di Saint Paul, dove Anderson nella sua giovinezza sviluppò un amore per lo sport, l'arte, la musica e la recitazione.
Anderson era un adolescente molto irrequieto; fece molti viaggi in autostop ed un viaggio in bicicletta di 5 641 miglia dal Minnesota all'Alaska, accompagnato inizialmente da molti amici per poi viaggiare per gli ultimi 33 giorni da solo. Dopo il liceo Anderson studiò svogliatamente recitazione alla St. Cloud State University e alla Ohio University, ma non conseguì la laurea. Proprio alla Ohio University Anderson seguì un corso intensivo importante per la sua futura carriera perché lo costrinse ad una disciplina che non aveva; qui Anderson imparò come trovare un lavoro e come sostenere un'audizione, oltre che aver ricevuto una preparazione per il mestiere vero e proprio dell'attore.

### Carriera

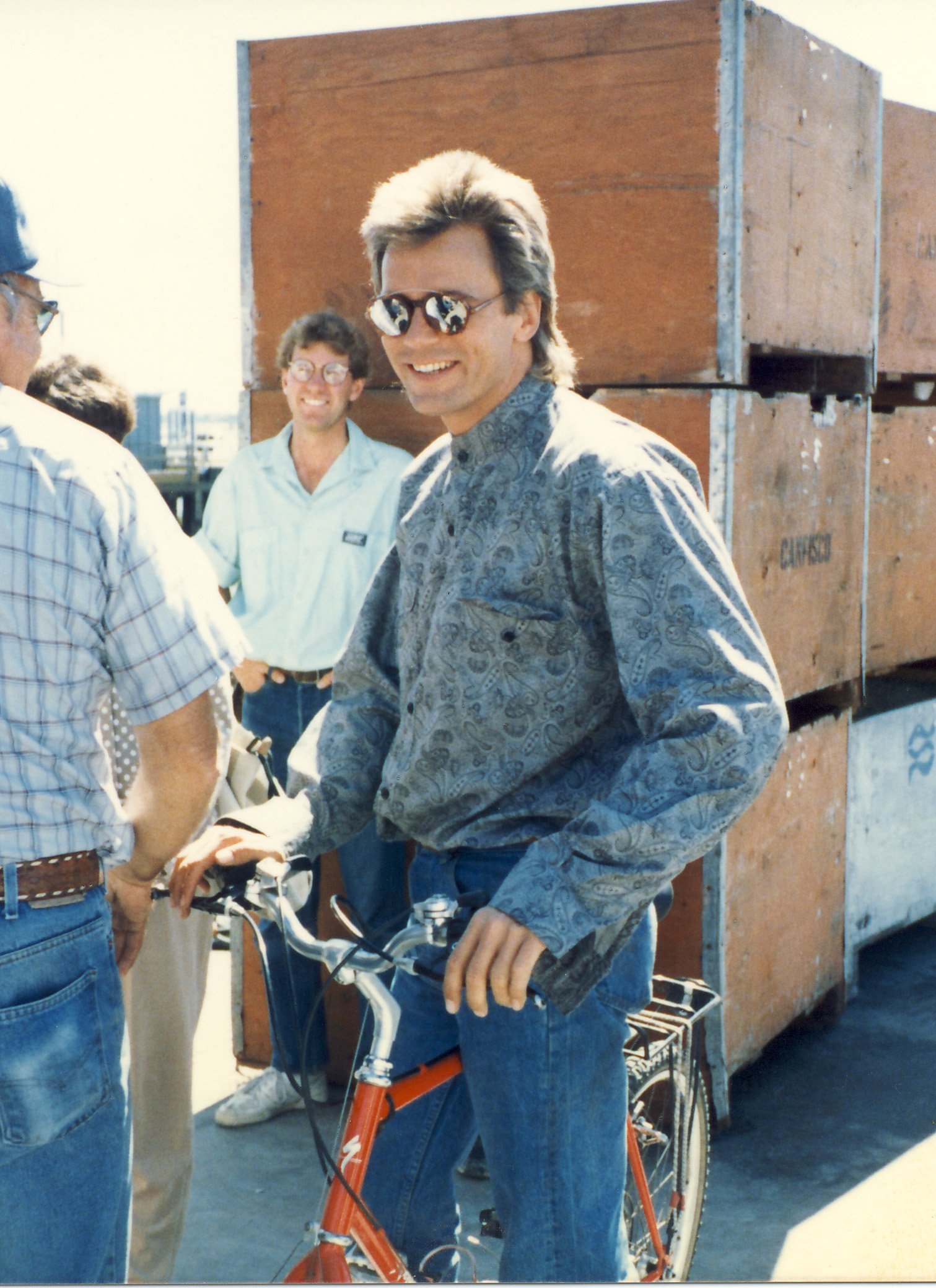
Richard Dean Anderson sul set di MacGyver (circa 1985).

Dopo l'università Anderson passò del tempo a San Francisco ed a Manhattan, quindi si spostò definitivamente a Los Angeles. Nella California del Sud tenne degli spettacoli come mimo di strada, giocoliere, lavorò in un cabaret e fu intrattenitore acquatico a Marineland. Quindi apparve nella produzione teatrale Superman in the Bones al Pilgrimage Theatre. Recitò in opere teatrali e successivamente formò una rock band con l'amico Carl Dante dal nome Rick Dean and the Dante in cui Anderson cantava e suonava la chitarra.
Il primo ruolo importante di Anderson risale al 1976, quando vestì i panni del Dr. Jeff Webber nella popolare soap General Hospital. Dopo cinque anni in quella parte, pensò fosse il momento giusto per fare un passo avanti. Recitò numerose volte come guest star in serie come L'albero delle mele e Love Boat e fece parte del cast di due serie televisive per la CBS, Sette spose per sette fratelli nel 1982 e in Emerald Point N.A.S. nel 1983.
Nel 1985 venne scelto come attore per MacGyver, dalla ABC. Fu provinato da Henry Winkler ed altri e fu scelto per la sua semplicità: durante il provino infatti, dovendo leggere un copione, Anderson chiese di poter indossare gli occhiali da vista; questo gesto di umiltà si combinava benissimo con il personaggio della serie e perciò Anderson si aggiudicò la parte. Anderson racconta alla rivista Boy's Life che scelse di interpretare MacGyver perché era una serie di azione. MacGyver andò per la prima volta in onda il 29 settembre 1985 contando 139 episodi per sette stagioni. Nel 1992 la serie vince il Telegatto come "telefilm più amato dai giovani" e ad Anderson viene consegnata da Antonella Elia la statuetta al Gran Premio Internazionale della TV 1992 svoltosi al Teatro Nazionale di Milano.
La serie fu seguita da due film TV, MacGyver: Trail to Doomsday e MacGyver: Lost Treasure of Atlantis, entrambi prodotti ed interpretati da Anderson ed andate in onda nel 1994. Anderson nel frattempo recitò in alcuni film TV, tra cui Ordinary Heroes nel 1985, Through the Eyes of a Killer del 1992 in cui interpreta il ruolo inusuale per lui di uno psicopatico, Beyond Betrayal del 1994. Nel 1995 Anderson dà una prova di grande effetto nel recitare la parte di un padre che lotta per accettare la morte del figlio nel film TV Past the Bleachers.

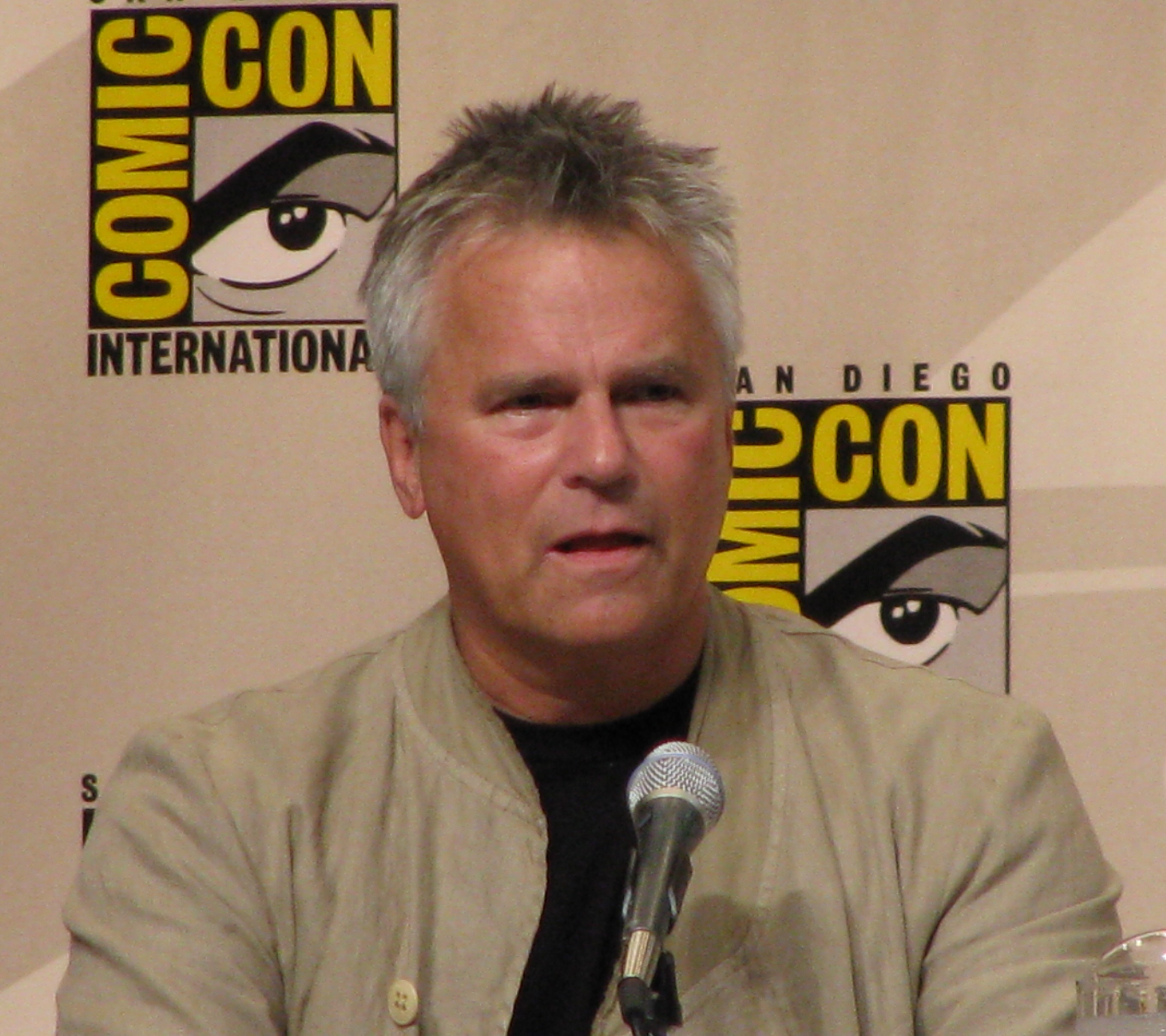
Richard Dean Anderson al Comic-Con 2008

 Anderson tentò di produrre con la sua casa di produzione, la Gekko film production, due serie TV all'inizio degli anni novanta, dal titolo Firehouse e Legend, ma queste ebbero vita breve. Il suo ruolo di Ernest Pratt/Nicodemus Legend in quest'ultima è ricordato da Anderson come il suo preferito. Nel 1996 recita nella miniserie Pandora's Clock.
In seguito al successo di Pandora's Clock, Anderson stipulò un accordo di collaborazione tra la Gekko Film Corp, la MGM/UA e la Showtime, per la realizzazione di una nuova serie fantascientifica, Stargate SG-1, basata sul film Stargate del 1994. Le registrazioni di questa nuova serie cominciarono nel febbraio del 1997, e andarono in onda il 27 giugno dello stesso anno rivelandosi un grandissimo successo. Anderson recitò la parte del colonnello Jack O'Neill nelle prime otto stagioni della serie per poi lasciarla per dedicare più tempo alla famiglia. Riprese comunque il suo personaggio come guest star in alcuni episodi della nona e decima stagione di SG-1 e in tre episodi della terza stagione della prima serie spin-off di SG-1, Stargate Atlantis. Ha recitato nuovamente il ruolo di O'Neill nel film in direct-to-DVD Stargate: Continuum del 2008, sempre tratto da SG-1. È ritornato a interpretare O'Neill, sempre come guest star nella terza serie del franchise Stargate, Stargate Universe.
Il 20 giugno 2010, il sito Fancast.com annuncia che Anderson comparirà in almeno 5 episodi della futura serie di USA Network, Facing Kate.

#### Vita privata
Dopo aver avuto relazioni con le attrici Marlee Matlin, Deidre Hall, Sela Ward, Teri Hatcher e Lara Flynn Boyle, oltre che con la campionessa di pattinaggio su ghiaccio Katarina Witt, dal 1996 al 2003 Richard Dean Anderson ha avuto una relazione con Apryl A. Prose, da cui il 2 agosto 1998 ha avuto una figlia, Wylie Quinn Annarose Anderson.

#### Interessi e impegno per il sociale
Richard Dean Anderson ha coltivato diversi interessi per arte, musica, sport e impegno sociale.
Durante le medie ed il liceo, Anderson ambiva a diventare un giocatore di hockey professionista, ma dovette rinunciare dopo che si ruppe entrambe le braccia in due incidenti; questo lo incoraggiò a proseguire la carriera teatrale. L'amore per questo sport lo porterà a cofondare nel 1986 il Celebrity All-Star Hockey Team, una squadra di hockey formata da celebrità tra cui Michael Keaton, Michael J. Fox e lo stesso Anderson; lo scopo del team sarebbe stato promuovere il gioco dell'Hockey e raccogliere denaro per opere di carità negli Stati Uniti ed in Canada. La devozione e l'amore di Anderson per questo sport lo porteranno anche ad essere il capitano onorario della squadra olimpica di hockey statunitense per due volte, nel 1988 e nel 1992. Anderson ama anche i veicoli veloci e ne possiede parecchi, tra cui una Harley-Davidson Sportster di 1000cc ed una Acura NSX, ed ha partecipato due volte nel 1987 e nel 1988 alla Toyota Grand Prix Cup, una corsa automobilistica che si svolge al festival Long Beach Celebrity Race.
Per quanto riguarda il sociale, Anderson si impegna molto in questo campo. È uno degli amministratori del Challengers Boys and Girls Club, un'organizzazione fondata nel 1968 con lo scopo di ridurre la delinquenza e l'alienazione giovanile. In un'intervista del 1991 al Orange Coast Magazine, Anderson raccontò di essere nella lista nera delle star da boicottare della National Rifle Association of America per il modo in cui la serie MacGyver si è occupata dell'educazione sulle armi e la violenza, facendo arrabbiare grosse lobby come appunto la NRA, e di essere fiero di questo. Nel 1995 Anderson fu premiato per il suo impegno nel sociale con il Celebrity Award da parte dell'associazione Make-A-Wish Foundation, un'associazione che esaudisce i desideri di bambini malati terminali. Grazie ad Anderson molti bambini hanno potuto visitare il set di Stargate SG-1. Anderson ha ricevuto anche un altro riconoscimento importante: il 14 settembre 2004 ricevette durante la celebrazione dell'anniversario dell'aviazione statunitense il riconoscimento speciale Special Air Force Association Salute come riconoscimento della positiva rappresentazione del corpo militare che l'attore portava sullo schermo in Stargate SG-1. Anderson sostiene molte associazioni ambientaliste, quali Waterkeep Alliance, Sea Shepherd Conservation Society, Charles Darwin Foundation, National Wildlife Federation e Greenpeace.

## Filmografia

### Attore

#### Cinema
- L'ospedale più pazzo del mondo (Young Doctors in Love), regia di Garry Marshall (1982) - non accreditato
- Eroe comune (Ordinary Heroes), regia di Peter H. Cooper (1986)
- Odd Jobs, regia di Mark Story (1986)
- Stargate: Continuum, regia di Martin Wood (2008)

#### Televisione
- General Hospital - serie TV (1976-1981)
- L'albero delle mele (The Facts of Life) - serie TV, episodio 2x16 (1981)
- F.B.I. oggi (Today's F.B.I.) - serie TV, episodio 1x04 (1981)
- Love Boat (The Love Boat) - serie TV, episodio 5x24 (1982)
- Sette spose per sette fratelli (Seven Brides for Seven Brothers) - serie TV, 21 episodi (1982-1983)
- Navy (Emerald Point N.A.S.) - serie TV, 22 episodi (1983)
- MacGyver - serie TV, 139 episodi (1985-1992)
- In the Eyes of a Stranger, regia di Michael Toshiyuki Uno - film TV (1992)
- Gli occhi dell'assassino (Through the Eyes of a Killer), regia di Peter Markle - film TV (1992)
- MacGyver: Lost Treasure of Atlantis, regia di Michael Vejar - film TV (1994)
- Per mancanza di prove (Beyond Betrayal), regia di Carl Schenkel - film TV (1994)
- MacGyver - Il giorno del giudizio (MacGyver: Trail to Doomsday), regia di Charles Correll - film TV (1994)
- Legend - serie TV, 12 episodi (1995)
- Le parole che ho nel cuore (Past the Bleachers), regia di Michael Switzer - film TV (1995)
- Pandora's Clock - La Terra è in pericolo (Pandora's Clock), regia di Eric Laneuville - film TV (1996)
- Firehouse, regia di John McNaughton e Alan Smithee - film TV (1997)
- Stargate SG-1 - serie TV, 175 episodi (1997-2007)
- Stargate Atlantis - serie TV, 4 episodi (2004-2006)
- Stargate Universe - serie TV, 5 episodi (2009-2010)
- Fairly Legal - serie TV, 4 episodi (2011)
- Aiutami Hope! (Raising Hope) - serie TV, episodio 2x06 (2011)
- MacGyver and the New Citan - miniserie TV (2012]
- Non fidarti della str**** dell'interno 23 (Don't Trust the B---- in Apartment 23) - serie TV, episodio 2x19 (2013)

### Doppiatore
- Fallout: A Post-Nuclear Role-Playing Game (1997) - videogioco
- I Simpson - serie TV, episodio 17x17 (2006)
- Stargate SG1: Unleashed (2013) - videogioco

### Produttore esecutivo
- MacGyver: Lost Treasure of Atlantis, regia di Michael Vejar - film TV (1994)
- MacGyver - Il giorno del giudizio (MacGyver: Trail to Doomsday), regia di Charles Correll - film TV (1994)
- Legend - serie TV, 12 episodi (1995)
- Stargate SG-1 - serie TV, 163 episodi (1997-2005)
- Firehouse, regia di John McNaughton e Alan Smithee - film TV (1997)

## Doppiatori italiani
Nelle versioni in italiano dei suoi film, Richard Dean Anderson è stato doppiato da:
- Saverio Moriones in MacGyver, Per mancanza di prove, MacGyver - Il giorno del giudizio, Non fidarti della str**** dell'interno 23
- Sergio Di Stefano in Stargate SG-1, Stargate Continuum, Stargate: Atlantis, Stargate Universe
- Rodolfo Bianchi in General Hospital
- Paolo Poiret in Pandora's Clock
- Rodolfo Baldini in Sette spose per sette fratelli
- Luca Biagini in Fairly Legal
- Giorgio Locuratolo in Aiutami Hope!

Da doppiatore è sostituito da:
- Saverio Moriones ne I Simpson